# Dornier Do K
Dornier Do K — немецкий коммерческий и грузовой моноплан, созданный Клодом Дорнье, строившийся на заводе Dornier Flugzeugwerke. Всего было построено три машины, имеющие некоторые отличия. В серию самолёт не пошёл.

## Характеристики (Do K3)
Источник  The Illustrated Encyclopedia of Aircraft
Основные характеристики
- Экипаж: 2
- Пассажиры: 10
- Длина: 16.65 м (54 фт 7½ дм)
- Размах крыла: 25 м (82 фт 0¼ дм)
- Высота: 4.55 м (14 фт 11¼ дм)
- Площадь крыла: 89 м² (958.02 кв. фт)
- Масса пустого: 4265 кг (9403 lb)
- Взлётная масса: 6200 кг (13669 lb)
- Двигатель: 4 × радиальный Walter Castor, 227 кВт (305 лс) each

Лётные характеристики
- Максимальная скорость: 230 км/ч (143 миль/ч)
- Дальность полёта: 800 км (497 миль)
- Практический потолок: 6000 м (19685 фт)